# Sinfonía n.º 29 (Mozart)

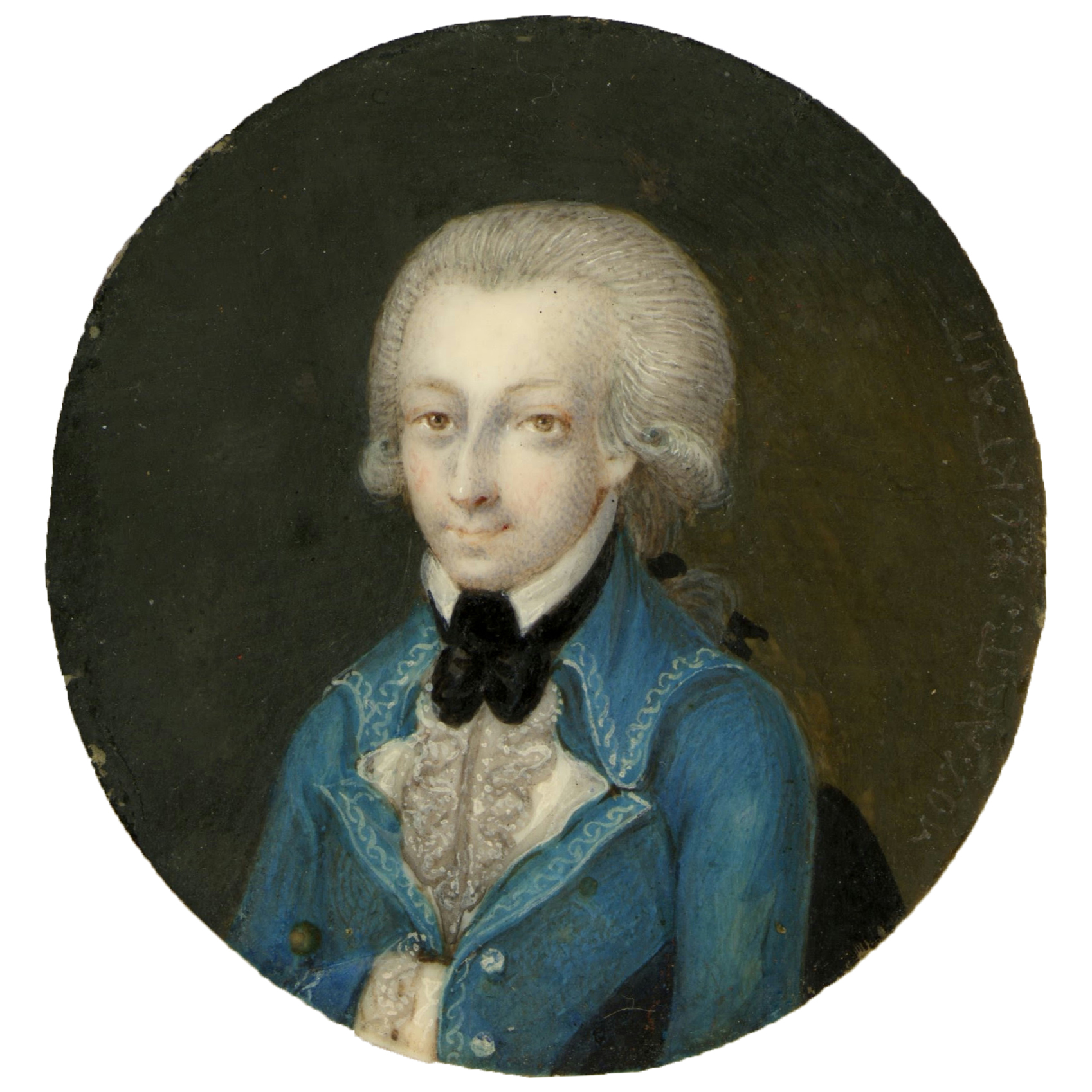
Mozart en 1773.

La Sinfonía n.º 29 en la mayor, K. 201/186a fue compuesta por Wolfgang Amadeus Mozart y fechada el 6 de abril de 1774, cuando el compositor tenía dieciocho años.

## Historia

### Contexto

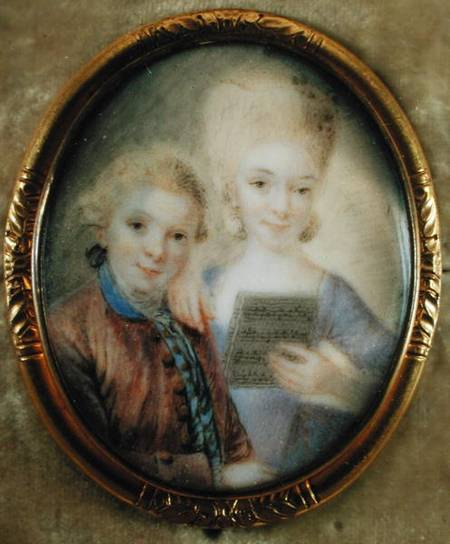
Wolfgang y Nannerl hacia 1763.

La carrera de Mozart como sinfonista había empezado en Londres durante el gran viaje de la familia Mozart por Europa entre junio de 1763 y noviembre de 1766. El padre Leopold Mozart planeó la gira para exhibir a sus prodigiosos hijos, Wolfgang y Nannerl en las principales cortes europeas. En ese tiempo Wolfgang compuso sus primeras obras del género, que tenían una deuda sustancial con las sinfonías de estilo galante italianizante en tres movimientos de Carl Friedrich Abel y Johann Christian Bach; también escuchó las sinfonías de compositores relevantes como Thomas Arne, William Boyce y Giuseppe Sammartini. Posteriormente Leopold y sus hijos pasaron en Viena varios meses de 1768 durante los cuales el joven maestro hizo un esfuerzo consciente por adaptar su estilo sinfónico a los gustos del público vienés, adoptando entre otras cosas la estructura en cuatro movimientos. Una afortunada consecuencia de los largos viajes del compositor en ciernes fue el contacto que le proporcionaron con una generosa muestra representativa de las tradiciones musicales europeas: alemana, británica, francesa e italiana.
El joven compositor y su padre realizaron tres viajes a Italia entre diciembre de 1769 y en mayo de 1773. En este periodo alternó sus visitas con estancias en Salzburgo durante las cuales creó la ópera Mitrídates, rey de Ponto, así como varias sinfonías con apreciable influencia del gusto italiano por la ópera bufa. En 1772 y 1773 el maestro austríaco vivió una etapa de entusiasmo por la escritura sinfónica, produciendo cada año siete nuevas sinfonías (n.º 15 - n.º 27). Después redujo su actividad en este campo y en los dos años siguientes sólo aparecieron tres nuevas piezas del género (n.º 28, 29 y 30), de las cuales la n.º 29 es la más notable.

### Composición
La composición de esta obra se completó el 6 de abril de 1774. Esta es una etapa de la vida del compositor carente de detalles documentales. Hasta diciembre, fecha en la que viajó a Múnich para supervisar el inminente estreno de su ópera bufa La finta giardiniera, pasó todo el año en Salzburgo y por tanto no existen cartas a familiares de estas fechas. Finalmente fue contratado como concertino (junto a Michael Haydn, hermano del más célebre Joseph Haydn) de la corte de Salzburgo. Para esta corte compuso varias obras sacras, además de dos grandes serenatas ocasionales, una de las cuales, la Serenata n.º 5 en re mayor K. 204, fue reducida más tarde a cuatro movimientos para servir como sinfonía.

### Estreno y publicación
No se sabe con certeza la fecha y el lugar en que tuvo lugar el estreno de la sinfonía.
La primera edición fue llevada a cabo en 1811 por la editorial A. Kühnel en Leipzig, que publicó las partes. La partitura completa fue editada en 1880 por Breitkopf & Härtel en Leipzig, que la publicó bajo la denominación Wolfgang Amadeus Mozarts Werke, Serie VIII, No. 29.

## Instrumentación
La partitura está escrita para una orquesta formada por:
- Viento madera: 2 oboes y [1 fagot].
- Viento metal: 2 trompas en la.
- Teclado: [clavecín].
- Cuerda: una sección de cuerdas con 2 violines (primero y segundo), viola, violonchelo y contrabajo.

En las orquestas de aquella época era una práctica común emplear el fagot y el clavecín, si estaban presentes en la orquesta, para reforzar la línea del bajo o bien como continuo, incluso sin notación separada.

## Estructura y análisis
La sinfonía consta de cuatro movimientos:
- I. Allegro moderato, en la mayor 2
2
- II. Andante, en re mayor 2
4
- III. Menuetto. Allegretto, en la mayor – Trio, en mi mayor 3
4
- IV. Allegro con spirito, en la mayor 6
8

La interpretación de esta obra dura aproximadamente entre 20 y 25 minutos. A pesar de su tonalidad mayor, la Sinfonía n.º 29 presenta muchas de las mismas cualidades serias e intensas que su predecesora cronológica inmediata, la Sinfonía n.º 25 en sol menor, K. 183, que había sido compuesta el otoño anterior.

### I.Allegro moderato
El primer movimiento, Allegro moderato, está escrito en la tonalidad de la mayor, en compás alla breve (206 compases) y sigue la forma sonata. La apertura es insólita en la producción sinfónica mozartiana debido a la inclusión de una introducción calmada. El impulso hacia delante de la parte principal del movimiento se sustenta en figuraciones de notas repetidas y trémolos. El tema principal es elegante, se caracteriza por un salto de octava y ambiciosos pasajes para trompa. 

### II.Andante
El segundo movimiento, Andante, está en re mayor, en compás de 2/4 (109 compases) y también responde a la forma sonata. El movimiento lento está escrito para cuerdas con sordini con un uso limitado de los instrumentos de viento. Se caracteriza por el uso de ritmos con puntillo que confieren a las cuerdas apagadas un aire de digna elocuencia.

### III.Menuetto. Allegretto – Trio
El tercer movimiento, Menuetto. Allegretto – Trio, está en la mayor que en el trío pasa a mi mayor y el compás es 3/4 (54 compases; 32 + 22 compases). El minueto también se caracteriza por acelerados ritmos con puntillo y frases en staccato, que le confieren una energía inusitada. El trío proporciona un contraste más grácil. 

### IV.Allegro con spirito
El cuarto y último movimiento, Allegro con spirito, retoma la tonalidad inicial, el compás es 6/8 (187 compases) y adopta de nuevo la forma sonata. El enérgico Finale conecta con el movimiento inicial debido a sus saltos de octava en el tema principal. Incluye toques de trompa de caza.

## Recepción de la obra
Se trata, junto con la Sinfonía n.º 25, una de las más conocidas de sus sinfonías tempranas. El musicólogo Stanley Sadie la describe como "un monumento... personal en el tono, es quizás más individual en la búsqueda de una intimidad, en el estilo de la música de cámara pero con un carácter vehemente e impulsivo." Brian Robins sugiere que la K. 201 es, en conjunto, la mejor sinfonía que Mozart había compuesto hasta entonces. Evidentemente, el maestro austríaco la apreciaba lo suficiente como para seguir utilizándola en Viena. Fue una de las cuatro sinfonías que pidió a su padre Leopold en una carta del 4 de enero de 1783 que le enviara tras instalarse en la ciudad. Alfred Einstein, biógrafo de Mozart, comenta sobre el Finale de la obra que se trata de "la sección de desarrollo más rica y dramática que Mozart había escrito hasta la fecha".